# Pistones
Pistones es un grupo de pop-rock español fundado en la década de 1980. Se le considera uno de los referentes de la Movida madrileña.

## Historia
En su formación original figuraban Agustín Jiménez (voz), Ramón López (batería), José Marín (guitarra) y Enrique Martín (bajo). Poco después se incorporaron Ricardo Chirinos (guitarra y cantante) y Fran López (teclados y voz). El grupo contaba con el apoyo en la composición y los coros de María Eugenia Jiménez, hermana de Agustín. El nombre del grupo surgió de la fusión de los nombres de otros dos grupos de rock, Sex Pistols y Ramones.
Esta formación grabó su primera maqueta gracias al locutor de radio Gonzalo Garrido, que la financió. Incluía los temas «Los Ramones» (composición de María Eugenia Jiménez) y «Vuelve pronto»; tras sonar en varias emisoras de radio, como Onda 2 (Radio España), y en locales de referencia, como Pentagrama, la maqueta captó el interés del productor discográfico Paco Martín, quien, junto a Julio Ruíz, fundó el sello discográfico MR.   
Después de la grabación dejaron el grupo José Marín y Agustín Jiménez, que, tras separarse, fundó Ópera Pop. Pistones pasó entonces a ser un cuarteto, con Ricardo y Fran como vocalistas y compositores principales, Enrique al bajo y Ramón a la batería. Más tarde, el bajista Enrique se marchó a Los Esqueletos y fue sustituido por Juan Luis Ambite.  
En 1982, la formación obtuvo un contrato discográfico y estaba compuesta por Ricardo, Fran, Ambite y Ramón. Esta formación grabó el primer álbum (ep) titulado Las siete menos cuarto, editado por MR. Con composiciones de Ricardo y de Fran, el álbum contenía cuatro temas con influencias de la new wave británica: «Las siete menos cuarto», «El artefacto», «Te brillan los ojos» y «No estás de suerte». Con la misma formación y ese mismo año, se editó su segundo álbum (también ep y con MR), titulado Voces. Este trabajo, más ecléctico que el anterior, contenía influencias pop, funk y soul, y destacaban los temas  «Metadona» y «Voces».
En 1983, el grupo pasó a ser un trío, con Ricardo, Juan Luis y Fran. Con esta formación, y con el encargo de su primer LP para el sello Ariola, se grabó el álbum Persecución, con Fabián Jolivet a la batería. En él se incluían canciones que se convertirían en éxitos comerciales como «El pistolero», «Persecución», «Lo que quieras oír» y una versión regrabada de «Metadona». 
Tras el verano de 1984, Ricardo tuvo que cumplir el servicio militar, por lo el grupo suspendió temporalmente su actividad. Durante ese período, Fran participó en la gira Cuatro Rosas con el grupo Gabinete Caligari y, más tarde, en la grabación del LP Al calor del amor en un bar. Ese año, el sello Twins editó el álbum Primeros tiempos, que recopilaba grabaciones que habían aparecido antes como sencillos y ep. 
Cumplido el servicio militar, Ricardo, Juan Luis y Fran se reagruparon y grabaron un nuevo álbum, Canciones de lustre, que vería la luz en 1986 bajo el sello Ariola y con la participación de Julián Infante a la batería. Destacan canciones como «Que el sol te dé», «Palos de ciego», «¿Quién te ha dicho que tendrás otra ocasión?» o «En una racha de viento».
Con Ramón de nuevo a la batería en 1987, el grupo recuperaba su primera formación, que grabó, de nuevo con Twins, el ep Cien veces no. Este trabajo incluía, entre otros temas, «Amiga Lola». Después de la gira, el grupo se disolvió. y poco después Ramón fallecía en accidente de tráfico.
Tras probar proyectos por separado, Ricardo y Juan Luis volvieron a reunirse, esta vez con el antiguo componente José Marín (bajo) y con Rubén Fernández (batería). Grabaron Entre dos fuegos (1992) para el sello Epic. Entre otros títulos incluían «La escapada», «La banda rival», «Querida ciudad» o «Vivo para caminar», además de la que da título al disco. 
Más tarde Juan Luis abandona  el proyecto y cambia la formación, incorporándose Toni Jurado (batería), Carlos Yébenes (guitarra) y Jorge Adanero (guitarra y voces). Graban un disco en directo de manera independiente, que no llega a ver la luz por falta de recursos y la banda se vuelve a disolver.
Después de más de veinte años, en 2014 Ricardo vuelve a la música con la última formación, incorporándose un nuevo batería y realizando dos únicos conciertos en Madrid.
En 2015, Ambite se incorpora al proyecto. Un año después, y acompañados de nuevos músicos, celebran en Madrid un concierto que se grabó y después de publicó como el título Directo 35 Aniversario (2016). También actuaron en otras localidades españolas.
En 2020, Ambite abandona el grupo y, tras la inactividad forzada por la pandemia COVID-19, Pistones reanuda la actividad, esta vez con Ricardo al frente.

## Discografía

### DVD
Directo 35 Aniversario. Digipack CD + DVD (Roll Music/Lemuria, 2016)

### LP
- Persecución (Ariola, 1983)
- Canciones de lustre (Ariola, 1986)
- Entre dos fuegos (Epic, 1992)

### EP
- Las siete menos cuarto (MR, 1982)
- Voces (MR, 1982)
- Cien veces no (Twins, 1987)

### Sencillos
- Los Ramones/Vuelve pronto (MR. 1982)
- Las siete menos cuarto (MR, 1982)
- Nadie/El parque (MR, 1983)
- El pistolero/Metadona (Ariola, 1983)
- El pistolero Maxisencillo 45 r. p. m. (Ariola, 1983)
- Lo que quieras oír/Flores condenadas (Ariola, 1983)
- Persecución (Ariola, 1984)
- Que el sol te dé (Ariola, 1986)
- Amiga Lola (Twins, 1987)
- Cien veces no (Twins, 1987)
- Querida ciudad (Epic, 1992)
- La banda rival (Epic, 1992)
- La escapada (Epic, 1992)

### Recopilatorios
- Primeros tiempos (Twins, 1984)
- El final (Dro East West, 1989)
- Pistones (serie La Edad de Oro del Pop Español) (Bmg/Ariola 2001)[3]